# Budge Budge
Budge Budge là một thành phố và khu đô thị của quận South Twentyfour Parganas thuộc bang Tây Bengal, Ấn Độ.

## Nhân khẩu
Theo điều tra dân số năm 2001 của Ấn Độ, Budge Budge có dân số 75.465 người. Phái nam chiếm 55% tổng số dân và phái nữ chiếm 45%. Budge Budge có tỷ lệ 70% biết đọc biết viết, cao hơn tỷ lệ trung bình toàn quốc là 59,5%: tỷ lệ cho phái nam là 75%, và tỷ lệ cho phái nữ là 64%. Tại Budge Budge, 10% dân số nhỏ hơn 6 tuổi.